# جودت أردول
جودت أردُول (بالتركية: Cevdet Erdöl)‏, (ولد:18 فبراير 1958 في محافظة «سُرْمَنه», تركيا) طبيب وسياسي تركي. ونائب سابق في البرلمان التركي لأكثر من دورة ممثلا عن حزب العدالة والتنمية.